# ウイルスベクターワクチン
ウイルスベクターワクチン（英: viral vector vaccine）は、ウイルスベクターを使用して、目的の抗原をコードする遺伝物質を被接種者の宿主細胞に送達するワクチンである。
ウイルスベクターワクチンは、あるウイルスの改変バージョンをベクターとして使用し、別の感染性病原体の抗原をコードする核酸を細胞に送達するものである。ウイルスベクターワクチンを投与しても、ベクターとして使用されるウイルスや抗原の供給元となるウイルスに感染することはない。その遺伝物質は、人のゲノムに組み込まれないと考えられているが、以前の研究では野生型アデノウイルス12型（Ad12）をハムスターに注射すると、ウイルスDNAが染色体統合され、腫瘍が形成されることが観察された。

## ベクターウイルス

### アデノウイルス
Zabdeno/Mvabeaエボラワクチンの初回投与分であるZabdenoは、エボラウイルスMayinga変種の糖タンパク質を発現するヒトアデノウイルス血清型26に由来する。どちらの用量も非複製ベクターで、いくつかのエボラウイルスタンパク質の遺伝コードを持っている。
2021年4月現在、COVID-19用の4種類のアデノウイルスベクターワクチンがそれぞれ少なくとも1つの国で認可されている。
- オックスフォード-アストラゼネカワクチンは、改変チンパンジー・アデノウイルスChAdOx1を使用する[5][6]。
- スプートニクVでは、最初の投与にヒトアデノウイルスの血清型26型を、2回目の投与に血清型5型を使用する[7][8]。
- ジョンソン・エンド・ジョンソンワクチンは、血清型26を使用する[9][10][11]。
- コンビディシアは血清型5を使用する[12][13]。

### その他
rVSV-ZEBOVワクチンは、エボラワクチンである。これは、天然の水胞性口内炎ウイルス（VSV）エンベロープ糖タンパク質の遺伝子を、キクウィト1995ザイール株のエボラウイルスの遺伝子に置き換えて遺伝子操作した、複製能を持つ組み換え型ワクチンである。
Zabdeno/Mvabeaエボラワクチンの2回目の投与であるMvabeaは、改変ワクシニアアンカラベクターである。どちらの用量も非複製ベクターで、いくつかのエボラウイルスのタンパク質の遺伝コードを持っている。
ワクチンベクターとして研究されているウイルスには、ポックスウイルス、アデノ随伴ウイルス、レトロウイルス、レンチウイルス、サイトメガロウイルス、センダイウイルスのほか、インフルエンザウイルスや麻疹ウイルスが含まれる。

## 歴史
COVID-19の原因ウイルスSARS-CoV-2を標的とするワクチンの前に、ジカウイルス、インフルエンザウイルス、RSウイルス（呼吸器合胞体ウイルス）、HIV、マラリアなど、いくつかの感染症に対するウイルスベクターワクチンのヒト臨床試験が実施された。
ウイルスベクター技術を用いた2種類のエボラワクチンが、西アフリカ（2013年～2016年）とコンゴ民主共和国（2018年～2020年）で発生したエボラ出血熱の流行で使用された。rVSV-ZEBOVワクチンは、2019年11月に欧州連合で、2019年12月に米国での医療用として承認された。Zabdeno/Mvabeaエボラワクチンは、2020年7月に欧州連合での医療用として承認された。

## 推薦文献
- Ewer KJ, Lambe T, Rollier CS, Spencer AJ, Hill AV, Dorrell L (August 2016). “Viral vectors as vaccine platforms: from immunogenicity to impact”. Current Opinion in Immunology 41:  47–54. doi:10.1016/j.coi.2016.05.014. PMID 27286566.